# Grænser for vækst
Grænser for vækst (originaltitel : Limits to growth), med undertitlen : En rapport til Romklubbens projekt vedrørende menneskehedens truede situation, skrevet af Donella H. Meadows (en), Dennis L. Meadows (en), Jørgen Randers (en) og William W. Behrens III fra MIT og udgivet i 1972, var en alarmerende beskrivelse af den eksponentielle udvikling af verdens forbrug af råvarer.

## ISBN
ISBN 87-00-58572-6